# Wirtschaftsgeschichte der Stadt Ruhla

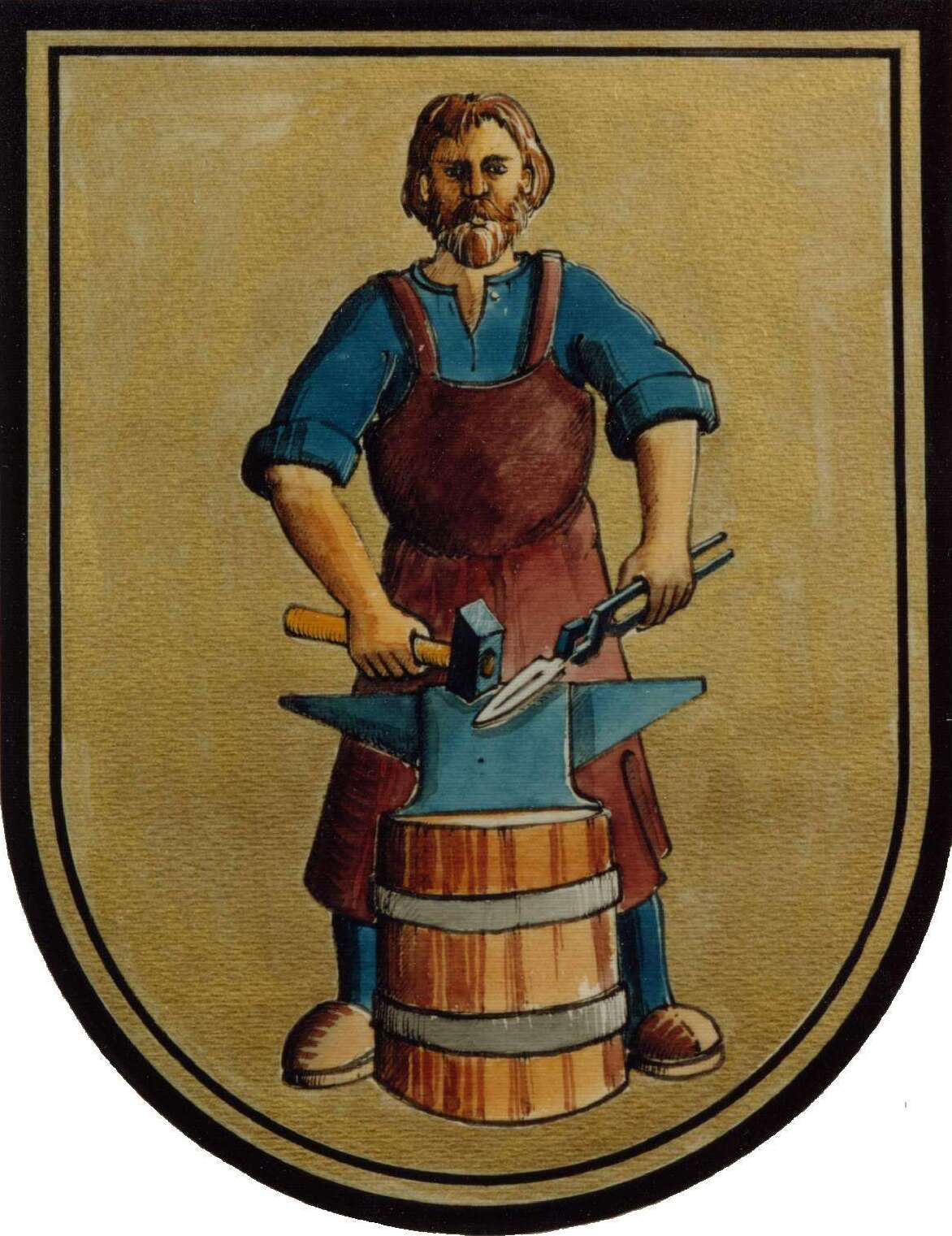
Stadtwappen

Die Stadt Ruhla hat als Industriestadt eine bis ins 15. Jahrhundert zurückgehende Wirtschaftsgeschichte.

## Wirtschaftsgeschichte bis 1860
Um 1400 berichtete der Eisenacher Chronist Johannes Rothe vom Eisenhandwerk in Ruhla. Im Ruhlaer Tal und den Nachbarorten wurde die arbeitsteilige Fertigung und weitere Spezialisierung im Klingenschmiedehandwerk (Messer, Scheren, sowie Hieb- und Stichwaffen) zur Regel. Nach 1550 profitierte man in der ganzen Region von der außerordentlich hohen Qualität des in den legendären Gruben Mommel und Stahlberg bei Trusetal und Schmalkalden geförderten Eisenerzes. Die Handwerkszünfte spezialisierten sich weiter, doch erst 1656 erlangten die Ruhlaer Messerschmiede das Innungsrecht, das zuvor bei der Eisenacher Innung lag. Der Erfolg der Ruhlaer Messermacher verursachte die wachsenden Nöte der Nachbargemeinden. 1665 klagte Pfarrer Heßling von Brotterode, „dass unsere Messermacher wegen Wassermangels sich oft genötigt sahen, ihre Messer in der Ruhl schleifen zu lassen, wodurch jährlich 260 Gulden ins Ausland gingen“. Eine Nachprüfung im gleichen Jahr ergab, „dass in der Ruhl einige hundert Messerverfertiger und in Schmalkalden 130 Messerarbeiter und 35 Klingenschmiede wären, weshalb es nötig sei, dass in Brotterode zur Erhaltung der Messerschmiedezunft eine neue Schleifkothe gebaut würde“. Im Jahre 1683 beschwerte sich der Ruhlaer Messermacher Wolf Schenk über einen Messermacher aus Brotterode, „...weil dieser ihm die privilegierten Meisterzeichen nachahme und so schade“.
Anfang des 18. Jahrhunderts wurden jährlich für 120.000 Taler Messer und Hiebwaffen aus Ruhla ausgeführt, 1747 nur noch für 40.000 Taler. In den Jahren 1747 bis 1750 wanderten deshalb zahlreiche Messerschmiede nach Eberswalde in Preußen ab, wo kurz davor Friedrich der Große eine Messer- und Stahlwarenfabrik gegründet hatte und mit einer Form von Protektionismus die Einfuhr von Ruhlaer Erzeugnissen verbot.
Eine Übersicht zur Ruhlaer Bevölkerung von 1797 vermeldet, dass in Ruhla im handwerklichen und industriellen Bereich beschäftigt wurden: „... 500 Messerschmiede, 25 Feilenhauer, 14 Schlosser, 25 Messing-Kammmacher, 6 Elfenbein-Kammmacher, 282 Pfeifenarbeiter, 255 Pfeifenkopfbeschläger, Versilberer und Deckelstecher, 12 Rohrdrechsler und 9 Frachtfuhrleute...“
Die Teilung Ruhlas und die damit verbundenen Entwicklungsprobleme, aber auch die Konkurrenz, Absatzschwierigkeiten und das Abwandern von 80 Familien der Messerschmiedezunft, führten im 19. Jahrhundert zum Niedergang des Ruhlaer Messerhandwerkes. Schon während dessen Blüte entwickelte sich mit der Pfeifenbeschlagfertigung ein neuer Erwerbszweig und nur kurze Zeit später wurden in Ruhla Tabakspfeifen hergestellt. 1750 wurde in Ruhla der "unechte" Meerschaum (Sepiolith) erfunden. In dieser Zeit wurde Ruhla für Pfeifenraucher weltbekannt.

## Wirtschaftsgeschichte nach 1860

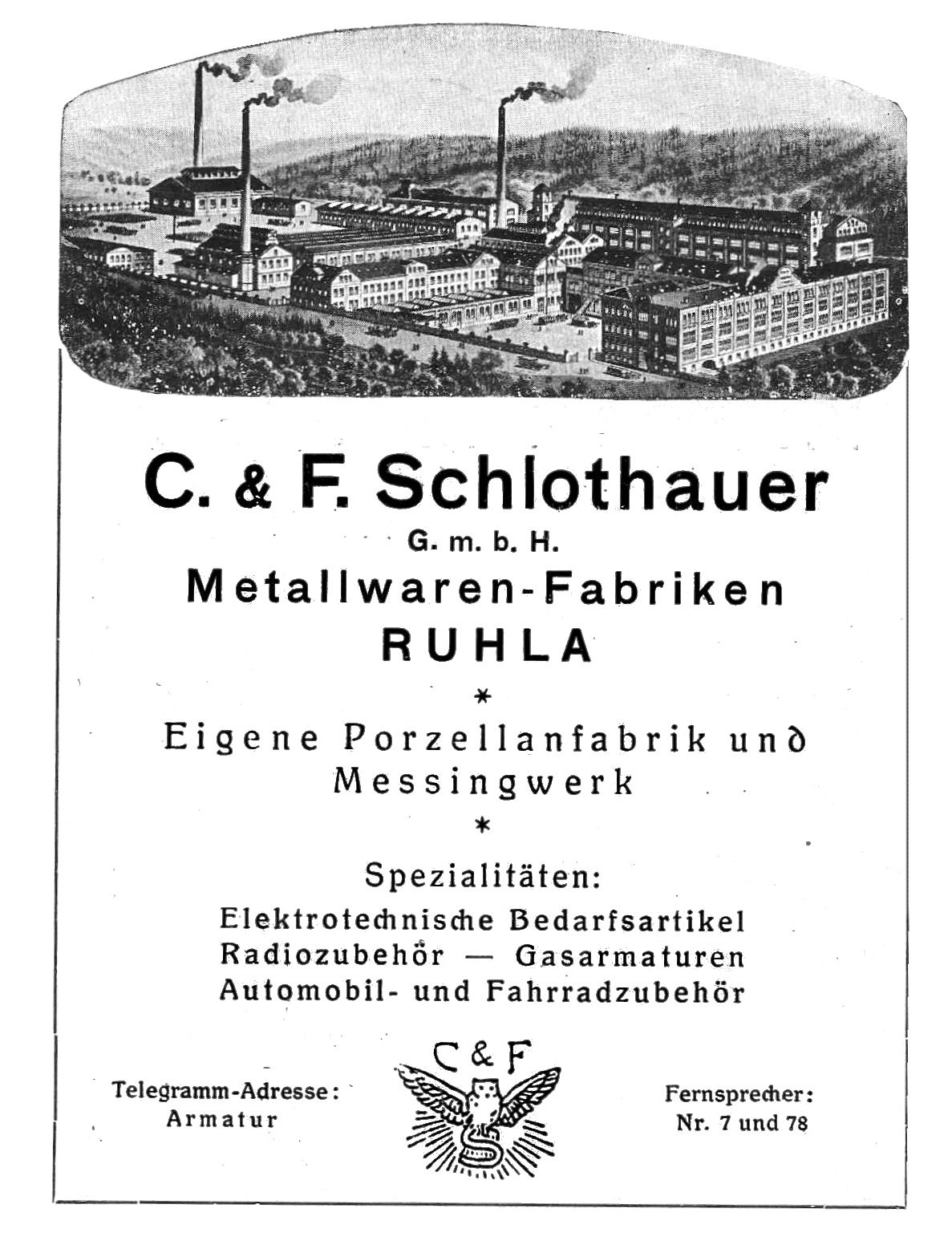
Werbeanzeige der Ruhlaer Firma C. & F. Schlothauer GmbH Metallwarenfabriken (um 1920)

Am 25. September 1862 meldeten die Gebrüder Thiel ein Gewerbe für Pfeifenbeschläge an. Das Unternehmen entwickelte sich beständig und durch den allgemeinen Aufschwung in der Gründerzeit entschloss man sich, in ein neues und größeres Gebäude umzuziehen. Die Produktpalette umfasste mittlerweile mehrere kleine Metallartikel und ab 1874 erwog das Unternehmen die Produktion einer Bieruhr als Zählwerk für Gastwirte. Die erste Ruhlaer Taschenuhr wurde 1891 vorgestellt und fand durch ihren sehr günstigen Preis zunächst im Ausland, vor allem in den USA, reißenden Absatz. Nach einer Überarbeitung gelang ab 1901 auch ein steigender Absatz auf dem deutschen Markt. Die Teile wurden auf eigens entwickelten Maschinen gefertigt, die auch den Kunden angeboten wurden. Ruhla entwickelte sich zu einem der bedeutendsten Orte der deutschen Uhrenindustrie. Im Ersten und Zweiten Weltkrieg beschränkte sich die Produktion fast ausschließlich auf die Herstellung von Zeitzündern für das Deutsche Heer bzw. die Wehrmacht.
Ein weiteres Beispiel für die Wandlungsfähigkeit der Ruhlaer Industriebetriebe ist die Geschichte der Mitte des 19. Jahrhunderts gegründeten Firma Schlothauer und Söhne OHG.
Die Spezialisierung auf Metall- und Blechbearbeitung für die Meerschaumpfeifenfabrikation war die erste wirtschaftliche Grundlage. Nach 1900 wurde mit der Spezialisierung auf Messingbearbeitung (Armaturen und elektrische Kontaktteile) ein lukrativer Geschäftszweig gefunden. Dies führte zur Entwicklung von patentierten Lösungen für den noch jungen Automobilbau.
In den 1930er-Jahren wurde der deutsche Markt mit elektrotechnischem und mechanischem Installationsmaterial aller Art beliefert, auch Kabel, Fahrradelektrik, Radiobauteile und verschiedene Messingartikel gehörten zum Fertigungsspektrum. Dazu wurden weitere Betriebsteile in Thüringen und Sachsen aufgebaut. Während des Krieges wurde die Fabrikation auf mechanische Zünder umgestellt. Nach Ende des Zweiten Weltkriegs bestand deshalb die Sorge, als Rüstungsbetrieb zerschlagen zu werden, dies geschah jedoch nicht, unter sowjetischer Verwaltung wurde die ursprüngliche Produktionspalette wieder aufgenommen. Zuerst nannte sich der Betrieb Elektrowerk Schlothauer, später Elektroarmaturenwerk Ruhla (EAW). Nun gehörten auch Produktionsstandorte in Brotterode und Gumpelstadt zum Betrieb.

## Wirtschaftsgeschichte nach 1930

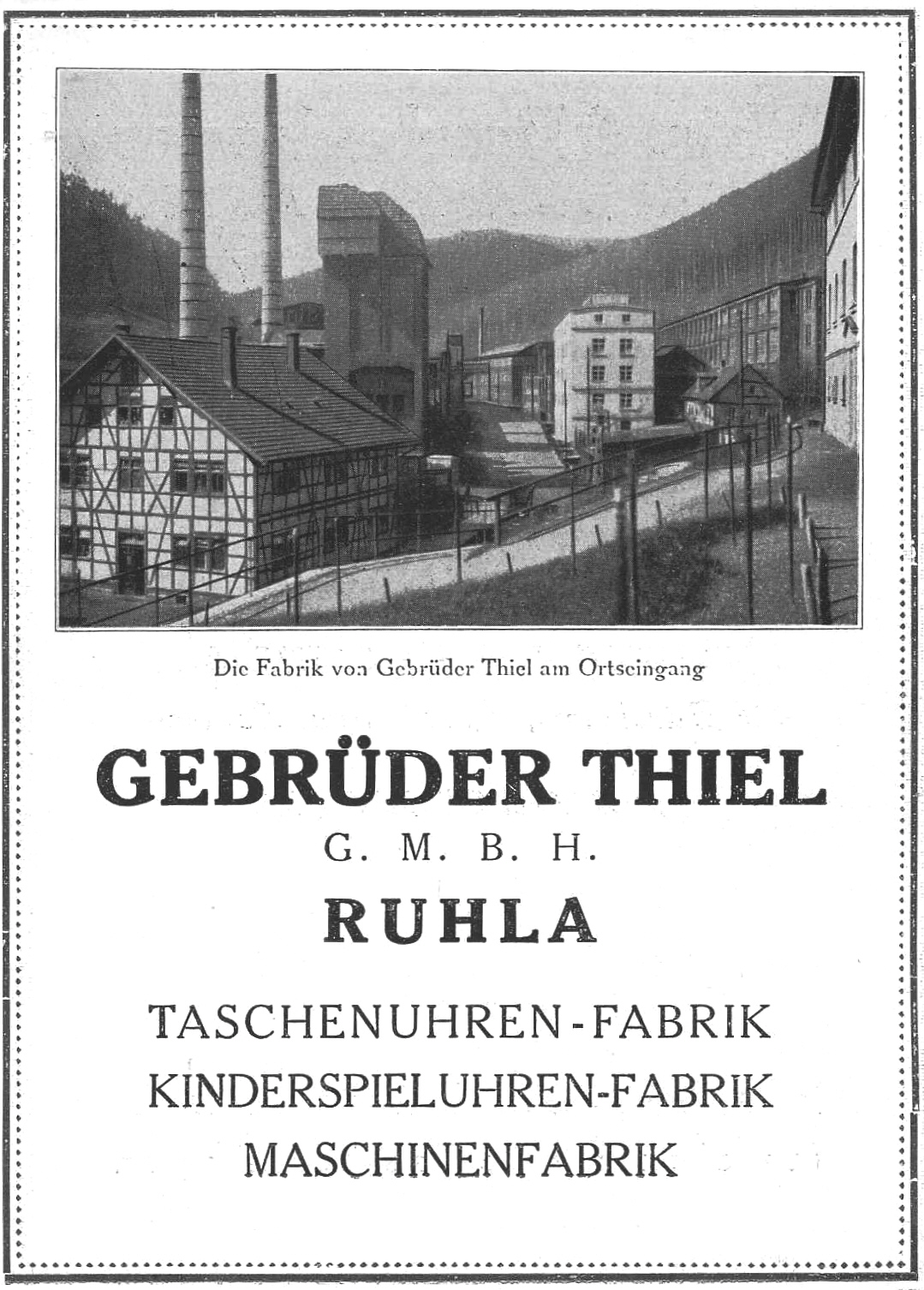
Werbeanzeige für die Ruhlaer Firma Thiel (um 1920)

Im größten Betrieb des Ortes, der Uhren- und Maschinenfabrik Gebrüder Thiel, mussten im Zweiten Weltkrieg über 730 Frauen und Männer als sogenannte Ostarbeiter sowie eine große Zahl von Kriegsgefangenen aus Frankreich und Militärinternierten aus Italien Zwangsarbeit leisten. Der Betrieb erhielt vom damaligen Amt für Schönheit der Arbeit den Ehrentitel: „Nationalsozialistischer Musterbetrieb“ verliehen. In der Firma C. & F. Schlothauer wurden mehr als 1000, in weiteren acht Firmen mehr als 550 Zwangsarbeiter eingesetzt. An die Opfer, zu denen fünf Frauen und sechs Kleinkinder gehörten, erinnern 19 Gräber auf dem Trinitatis-Friedhof. Ein französischer Kriegsgefangener, der als Automatenarbeiter beschäftigt war, wurde von der Gestapo verhaftet und im April 1945 bei einer Massenerschießung im Weimarer Webicht exekutiert.
Zur Zeit der DDR ging das Unternehmen Uhrenwerke Thiel 1952 auf Beschluss der Regierung der UdSSR in Volkseigentum über. Die Produktion umfasste neben Weckern, Armbanduhren, Schach-, Auto- und Tischuhren auch wieder Werkzeugmaschinen. Die Entwicklung neuer Fertigungstechnologien führte 1963 zur weltweit einzigen vollautomatisierten Fertigung des legendären Kalibers 24, das bis 1987 in mehr als 120 Millionen Uhren eingebaut wurde.
Nach 1980 begann die Serienfertigung der Digitaluhr, basierend auf speziellen mikroelektronischen Bauteilen. Die dafür erforderlichen hochtechnisierten Fertigungskapazitäten wurden in einem eigens errichteten Werk im benachbarten Seebach aufgebaut, gleichzeitig entstand im Umfeld ein Netzwerk aus Dienstleistungs- und Zulieferbetrieben, zum Beispiel für Kunststoffverarbeitung, Messgeräte- und Werkzeugbau.

### Unternehmen
Nachdem 1950 sowjetischen Behörden das EAW in die Vereinigung Volkseigener Betriebe Installation, Kabel und Apparate (VVB IKA) übertrugen; nannte sich die Firma kurze Zeit IKA Elektro-Armaturen, dann VEB Elektrische Fahrzeugausrüstung Ruhla (EFR). Bis 1958 hatte sich der Ruhlaer Fahrzeugausrüster zu einem führenden Betrieb in dieser Branche entwickelt. Die Betriebe der Fahrzeugbranche in der DDR wurden nach staatlichen Vorgaben unter dem Dach von Kombinaten vereint. So entstand das VEB Kombinat Fahrzeugelektrik Ruhla mit zeitweise über 2000 Angestellten, aus dem 1992 die FER Fahrzeugelektrik GmbH hervorging.
Zahlreiche, meist in schlechtem baulichen Zustand befindliche Betriebsteile waren im ganzen Stadtgebiet von Ruhla und den Umlandgemeinden angesiedelt, die Kombinatsleitung wurde nach Eisenach verlegt. Die Ruhlaer Fertigungsbetriebe stellten Lichtmaschinen, Anlasser, Frontscheinwerfer und Signalgeräte (Hupen, Hörner, Rundumleuchten) her.
Zu den weiteren in Ruhla ansässige Unternehmen dieser Zeit gehörte der VEB Elektroinstallation Ruhla (ERU) mit zeitweise über 800 Beschäftigten, deren Produktionsschwerpunkt lag auf der Fertigung von elektrischem Installationsmaterial für Gebäude- und Haustechnik, Schalter und Steckdosen. Der VEB Elektronische Bauelemente Ruhla (EBR) mit über 300 Mitarbeiter spezialisierte sich auf den Bau von Schaltern für die Mikroelektronik; ebenso wie der VEB Schalterbau Ruhla (SBR).
Zeitweise über 2500 Beschäftigte zählte das Unternehmen VEB Uhren- und Maschinenkombinat Ruhla (UMK). Eine weitere Uhrenproduktion in Ruhla war durch VEB Uhrenwerke Ruhla gegeben, jenem Leitbetrieb im Kombinat Mikroelektronik (UWR). An allen Standorten zusammen waren etwa 7500 Mitarbeiter beschäftigt.

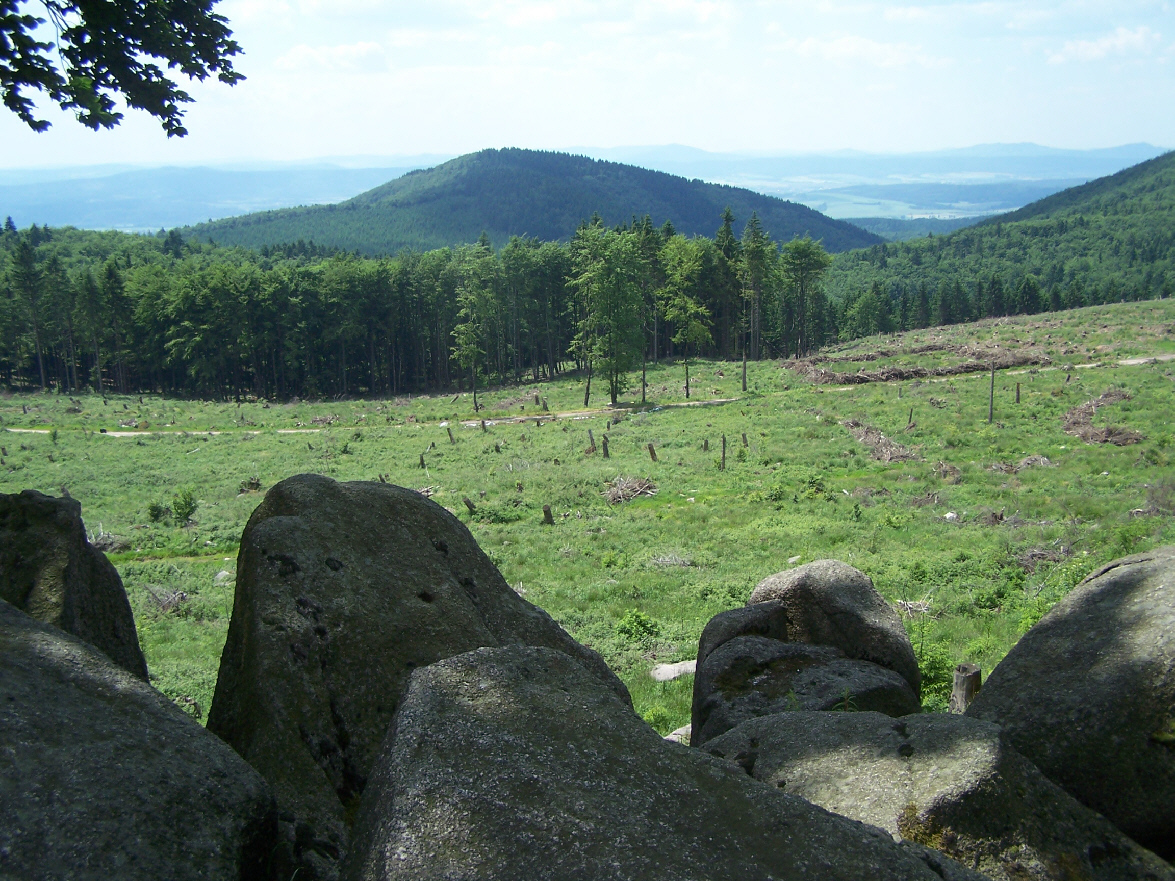
Rodung am Rennsteig nach Kyrill

## Heutige Wirtschaftslage
Nach der Wende begann erneut eine Umbildung der Uhrenindustrie Ruhlas. Aus den VEB Uhrenwerke Ruhla entstanden private, hochspezialisierte Klein- und Mittelbetriebe, wie Gardé Uhren und Feinmechanik Ruhla GmbH. Bis heute ist der Name Ruhla als Uhrenstadt ein Begriff. Nebenher haben sich zahlreiche kleine und mittelständische Unternehmen in Ruhla angesiedelt und profitierten als Zulieferer oder Dienstleister mit von den Erfolgen der Automobilbranche im Eisenacher Wirtschaftsraum.
Ruhla ist auch ein bedeutender Standort der Thüringer Forstwirtschaft. Schwere Schäden richtete der Orkan Kyrill in den Ruhlaer Wäldern am Rennsteig an.

## Weiterführende Links
- Geschichte der Stadt Ruhla
- Wissen bewahren und für die Zukunft sichern – Website des Heimat- und Bildungsvereins Arche Nova Ruhla e. V.